# Charles T. Saxton
Charles Terry Saxton (* 2. Juli 1846 in Clyde, Wayne County, New York; † 23. Oktober 1903 in Rochester, Monroe County, New York) war ein US-amerikanischer Rechtsanwalt, Richter und Politiker (Republikanische Partei). Er war der Sohn von Daniel Saxton und Eliza A. Saxton.

## Werdegang
Charles Terry Saxton besuchte die Clyde High School.
Nach Ausbruch des Amerikanischen Bürgerkrieges verpflichtete er sich in der Unionsarmee. Er diente den ganzen Krieg hindurch im 19. Regiment der New York Volunteers, wo er zuletzt den Dienstgrad eines Majors bekleidete. Saxton nahm am Red River Feldzug teil und der Belagerung von Port Hudson. Nach dem Krieg studierte er Jura und war auch als Anwalt tätig. Später war er als Friedensrichter und Präsident von Clyde tätig.
Saxton nahm 1884 als Ersatzdelegierter (engl. alternate delegate) und 1900 als offiziell gewählter Delegierter an den Republican National Conventions teil. Er war zwischen 1887 und 1889 Mitglied in der New York State Assembly. Während dieser Zeit hatte er 1888 den Vorsitz über den Rechtsausschuss (engl. Judiciary Committee). Darüber hinaus war er für den Ballot Reform Bill zuständig, sicherte dessen Verabschiedung in beiden Kammern, Assembly und Senat, scheiterte allerdings aufgrund eines Vetos von Gouverneur David B. Hill 1888 sowie noch einmal 1889.
Saxton war zwischen 1890 und 1894 Mitglied im Senat von New York, wo er 1894 den Posten des President pro Tempore bekleidete. Entsprechend der Einwände des Gouverneurs führte er 1890 einige Änderungen an dem Ballot Reform Bill durch, so dass er schließlich verabschiedet und erlassen werden konnte. Er war ebenfalls weitgehend für die Verabschiedung und den Erlass des Electric Execution Bill verantwortlich.
Ferner war er 1891 als Chancellor am Union College tätig. Das College verlieh ihm den Titel des LL.D.
Danach hatte er zwischen 1895 und 1896 den Posten als Vizegouverneur von New York inne. Er wurde 1894 als Running Mate von Gouverneur Levi P. Morton gewählt. Am 19. November 1896 verstarb seine Ehefrau Helen M. Saxton in Clyde.
Am 30. März 1897 wurde er zum ersten Richter am Verwaltungsgericht von New York ernannt. Er trat den Posten am 1. Januar 1898 an und hielt ihn eine sechsjährige Amtszeit. Bis Ende 1897 existierte die Kammer als Board of Claims, der aus drei Kommissaren bestand. Er wurde zum obersten Richter (engl. Chief Judge) gewählt und hielt den Posten bis zu seinem Tode.
Aufgrund eines sich verschlechternden Gesundheitszustandes ging er im Herbst 1903 nach Clifton Springs (New York), wo sich allerdings sein Befinden nicht besserte. Nach mehreren Wochen kam er in das City Hospital in Rochester, wo er eine Woche später starb.